# Zabuló (fill de Jacob)
Segons el Gènesi, Zabuló (en hebreu זבולן בן-יַעֲקֹב Zəbûlun ben Yahăqōb) és el desè dels dotze fills de Jacob. La seva mare era Lia. Va ser el fundador de la Tribu de Zabuló, formada pels seus descendents.
Zabuló es casà i va tenir tres fills:
- Sèred
- Elon
- Jahleel

Un dia, juntament amb els seus germans envejosos de Josep, el van vendre a un mercader d'esclaus ismaelita que anava a Egipte i li van dir al seu pare que havia estat mort per una fera. Quan arribaren temps de sequera, baixà amb els seus germans a Egipte per comprar aliments. Allà es toparen amb el regent del país, qui els confessà que era el seu germà Josep i els perdonà a tots. Aleshores la família s'instal·là a Egipte.